# Deltoptera rosea
Deltoptera rosea är en fjärilsart som beskrevs av Matsumura 1931. Deltoptera rosea ingår i släktet Deltoptera och familjen snigelspinnare. Inga underarter finns listade i Catalogue of Life.